# Gleditsia fera
Gleditsia fera är en ärtväxtart som först beskrevs av João de Loureiro, och fick sitt nu gällande namn av Elmer Drew Merrill. Gleditsia fera ingår i släktet Gleditsia och familjen ärtväxter. Inga underarter finns listade i Catalogue of Life.